# Megachile aculeata
Megachile aculeata är en biart som beskrevs av Joseph Vachal 1910. Megachile aculeata ingår i släktet tapetserarbin, och familjen buksamlarbin. Inga underarter finns listade i Catalogue of Life.